# 北海道道502号斗満陸別停車場線
北海道道502号斗満陸別停車場線（ほっかいどうどう502ごう とまんりくべつていしゃじょうせん）は、北海道足寄郡陸別町内を結ぶ一般道道（北海道道）である。

## 概要

### 路線データ
- 起点：北海道足寄郡陸別町トマム
- 終点：北海道足寄郡陸別町陸別原野分線（道の駅オーロラタウン93りくべつ、旧北海道ちほく高原鉄道 陸別駅跡）
- 路線延長：15.2 km（内、重複区間1.2 km）

## 歴史
- 1965年（昭和40年）3月26日 路線認定[1]。

## 路線状況

### 重複区間
- 陸別基線 - 陸別原野分線（国道242号）

## 地理

### 通過する自治体
- 十勝総合振興局
  - 足寄郡陸別町

### 交差する道路
陸別町
- 北海道道772号上斗満大誉地線 - トマム
- 北海道道620号苫務小利別停車場線 - トマム原野
- 国道242号 - 陸別基線、陸別原野分線（重複）
- 北海道道51号津別陸別線 : 陸別原野分線

### 道の駅
陸別町
- 道の駅オーロラタウン93りくべつ - 大通

### 沿線にある施設など
陸別町
- ふるさと銀河線りくべつ鉄道 - 陸別原野基線